# 오스미역
오스미역(일본어: 大住駅, おおすみえき 오오스미에키[*])은 일본 교토부 교타나베시에 위치한 서일본 여객철도의 역이다.

## 역 구조
상대식 승강장으로 2면 2선의 지상역이다. 예전에는 1면 1선으로 4량 편성까지만 정차할 수 있는 무인역이었지만 2002년 3월 23일 현재의 형태로 개량되어 7량 편성까지 정차 가능한 유인역이 되었다. 역 업무는 서일본 여객철도 교통 서비스에 위탁되고 있기 때문에 오전 7시 10분부터 오후 7시까지만 유인으로 영업된다.
역사는 1번 승강장 측에 있으며, 이코카 및 제휴 IC 카드의 사용이 가능하다.

### 승강장
| 1 | ■ 갓켄토시 선 | (하행) | 시조나와테・교바시 방면      |
| 1 | ■ 갓켄토시 선 | (상행) | 기즈 방면 (아침 일부 열차만) |
| 2 | ■ 갓켄토시 선 | 상행   | 기즈 방면                    |

1면 2선 구조이고 승강장을 현재는 따로 이용하기 때문에 복선 구조로 오해되기 쉬우나 1번선은 상하행 본선, 2번선은 상하행 부선 형태로 엄연히 따지면 쌍단선 형태를 취하고 있다.
한낮 시간대의 열차 교환이 인근의 마쓰이야마테 역이나 교타나베 역에서 행해지기 때문에 2번 승강장은 일부 열차만이 이용하고 있다. 그 때문에 2번 승강장은 열차가 정차하지 않는 시간에는 사슬로 봉쇄되어 있다.

## 역사
- 1952년 12월 1일: 개업
- 1987년 4월 1일: 민영화에 의해 서일본 여객철도의 소속이 되었다.
- 2002년 3월 23일: 역사 개량
- 2003년 11월 1일: 이코카의 사용이 개시되었다.

## 인접정차역
| 서일본 여객철도 가타마치 선 | 서일본 여객철도 가타마치 선 | 서일본 여객철도 가타마치 선 |
| --------------------------- | --------------------------- | --------------------------- |
| 교타나베 기즈 방면          | ■ 갓켄토시 선               | 마쓰이야마테 교바시 방면    |